# Olof Sundström

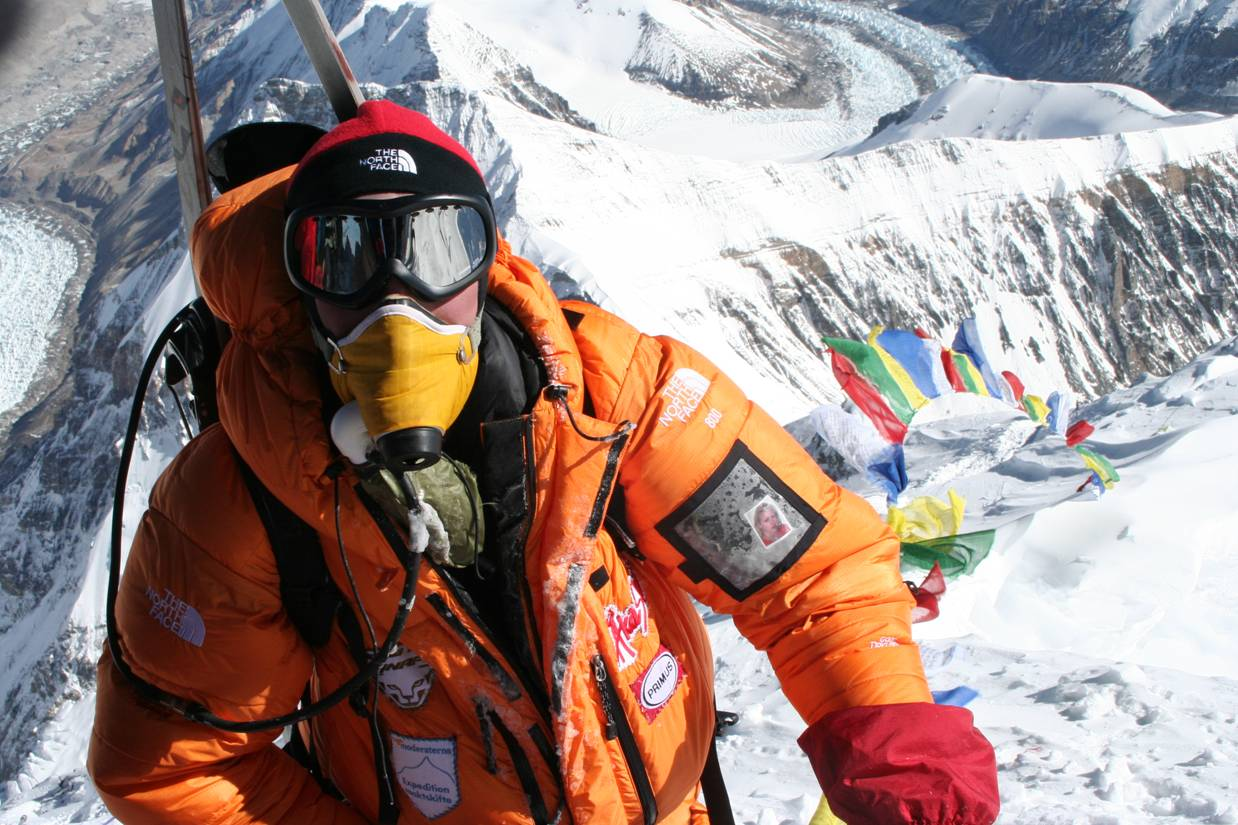
Olof Sundström på Mt. Everest 2006.

Olof Erik Sundström, född 13 september 1980, är en svensk äventyrare, höghöjdsklättrare, långseglare och föreläsare. Han var tillsammans med Martin Letzter först i världen att åka skidor nerför De sju topparna
(enligt Reinhold Messners definition) och de var första svenskar att bestiga dessa berg. Sundström är Fellow i The Explorers Club.
Han är utbildad civilingenjör och civilekonom och arbetar som Managing Director and Partner på Boston Consulting Group. Han är även yrkesofficer i marinen med löjtnants grad och har genomgått träning som attackdykare. 
Han är gift med Petra Sundström; paret har tre barn.. De bor i The Bay Area, USA. 

## Expeditioner[10]
- 2003, Vinterskidbestigning av Elbrus, 5643m, Ryssland. Europas högsta berg
- 2003, Skidbestigning av Denali, 6193m, Alaska. Nordamerikas högsta berg
- 2004, Skidbestigning av Aconcagua, 6962m, Argentina. Sydamerikas högsta berg
- 2004, Försök till solo skidbestigning av Cho Oyu, 8201m, Tibet. Världens sjätte högsta berg. Avbrutet p.g.a. svår höjdsjuka.
- 2004/2005, Segling från Sverige till Australien i en åtta meter lång båt. Solosegling över stilla havet[11]
- 2005, Segling över Arafurasjön till Västpapua (Nya Guinnea). Försök till skidbestigning av Mt. Carstensz Pyramid, 4884m, Västpapua. Oceaniens högsta berg. Avbrutet på grund av ogiltigt klättertillstånd.[12]
- 2005, Skidbestigning av Kosciuszko, 2228m, Australiens högsta berg
- 2005, Skidbestigning av Kilimanjaro, 5895m, Tanznia. Afrikas högsta berg
- 2006, Skidbestigning av Mount Everest, 8848 m, Nepal/Tibet. Världens högsta berg. Åkte bil från Sverige till Nepal. Klättrade och skidade Nordvästryggen från Tibet.[13][14][15]
- 2006, Skidbestigning av Ararat, 5137m, Turkiets högsta berg
- 2006, Skidbestigning av Vinson, 4892m, Antarktis högsta berg. Blev därigenom första svenskar att ha klättrat De sju topparna.[16][17]
- 2007, Skidbestigning av Mount Carstensz, 4884m, Västpapua. Oceaniens högsta berg. Blev därigenom först i världen att skida ner för De sju topparna (enligt Messners definition). Först i världen att skida Carstensz Pyramid.[18][19][12]
- 2008, Hastighetsrekordförsök solo på motorcykel genom Afrika, från Godahoppsudden till pyramiderna i Giza 900 mil bort. Tvingades flyga över gränsen mellan Sudan och Egypten på grund av avsaknad av väg och stridigheter i området.[20][21]
- 2009, Skidbestigning av Mt. Rewenzori, 5109m, Kongo/Uganda
- 2010, Ridning tvärs genom Sydamerika, från Atlantkusten vid Bahia Blanca, Argentina, över Anderna till Stillahavskusten i Chile[22]
- 2012, Paddling och cykling längs Coloradofloden, från dess källa i Klippiga bergen till utloppet i Mexikanska Golfen 2334km bort. Tillsammans med Petra Sundström och deras åtta månader gamla son.[23]
- 2013, Genomförande av Tuareg Ökenrally i Nordafrika, längs delar av Dakarrallyts ursprungliga sträckning [24]
- 2015, Försök till skidbestigning av Mt. St. Elias, 5489m, Alaska. Försök att genomföra världens längsta vertikala skidåk. Avbrutet på grund av instabila snöförhållanden.
- 2016, Segling med en Ngalawa, traditionell urholkad trädstam, längs Afrikas östkust, från södra Tanzania till Zanzibar[25]
- 2017, Skidbestigning av Mount Logan, 5959m, Kanadas högsta berg. Nytt försök till världens längsta vertikala åk, som dock bara delvis kunde genomföras på grund av snöförhållanden.
- 2018, Skidbestigning av Mt Cook, 3724m, Nya Zeelands högsta berg
- 2022, Genomförde Mongol Derby, världens längsta hästkapplöpning i Mongoliet
- 2022, Genomförde Sonora Desert Rally på motorcykel

## Rekord
- Först i världen att åka skidor ner för topparna på De sju topparna, med Martin Letzter, enligt Reinhold Messners definition (inkluderande Mount Carstensz på Västpapua).[10]
- Första svenskar att klättra De sju topparna.[1]
- Första och enda i världen att skida ner för Carstensz pyramid.[18]
- Hastighetsrekord på motorcykel genom Afrika, "Cape to Cairo" (dock med flyg över gränsen mellan Sudan och Egypten, då väg saknas. Tidigare rekordförsök har tagit båt över Nassersjön).[20]

## Olyckor och räddningsinsatser
- Fick lungödem under bestigning av Mt. Cho Oyu i Tibet 2004 på 7900m. Bars ner till en väg av jakherdar.[10]
- Fastnade i Tyfonen "Sonca" under solosegling över Stilla havet 2005.[11]
- Ledde tillsammans med Martin Letzter och två Sherpas sökandet på berget efter klättraren Tomas Olsson som förolyckades på Mount Everest 2006. Hittade kroppen efter knappt fyra dygn på ca 6700m nedanför Hornberg Couloiren och bar kvarlevorna ner till baslägret.[26]
- Räddade tillsammans med Martin Letzter tio klättrare som fastnat i snöstorm i en bivack halvvägs upp på Mt Vinson på Antarktis 2007, däribland den svenska klättraren Fredrik Sträng.[27][28]